# Paradiallus ochreosticticus
Paradiallus ochreosticticus är en skalbaggsart som beskrevs av Stefan von Breuning 1950. Paradiallus ochreosticticus ingår i släktet Paradiallus och familjen långhorningar.
Artens utbredningsområde är Filippinerna. Inga underarter finns listade i Catalogue of Life.